# Emil Minty
Emil Minty est un acteur australien né en 1972 à Sydney, Nouvelle-Galles du Sud en Australie.
Il a été connu avec son premier rôle; celui de l'enfant sauvage dans Mad Max 2 : Le Défi.

## Filmographie

### Cinéma

#### Longs métrages
- 1981 : Mad Max 2 : Le Défi de George Miller : The Feral Kid
- 1982 : Fluteman de Peter Maxwell : Toby
- 1983 : The Winds of Jarrah de Mark Egerton : Andy Marlow

#### Courts métrages
- 1992 : Road to Alice de Stavros Kazantzidis : Dodo

### Télévision

#### Séries télévisées
- 1985 : Winners (épisode Top Kid) : Gary
- 1986 : Alice to Nowhere : Thommo
- 1987 : The Haunted School : Patrick McCormick (8 épisodes)
- 1988 : Capitaine James Cook (mini-série) : Nick jeune
- 1988-1990 : The Flying Doctors (épisode The Kid : Andy Lawson) / (épisode Fly Like a Bird : Mat Coulson)
- 1989-1990 : À cœur ouvert (A Country Practice) : Danny Laylor (6 épisodes)

#### Téléfilm
- 1988 : Touch the Sun: Peter & Pompey de Michael Carson : Wayne Barbuto